# Colonia (film)
Colonia är en film av Florian Gallenberger från 2015 med Emma Watson, Daniel Brühl och Michael Nyqvist i huvudrollerna. Filmen beskriver samarbetet mellan den tyska bosättningen Colonia Dignidad i Chile och general Augusto Pinochet under tiden efter militärkuppen 1973. Den konkreta handlingen är fiktiv men den bygger på vittnesuppgifter från inblandade personer.
Filmen hade världspremiär den 13 september 2015 vid Toronto International Film Festival.

## Handlingen
Den tyska fotografen Daniel (Daniel Brühl) är en anhängare av president Salvador Allende och lever i Santiago de Chile. Kort efter att han fått besök av sin flickvän Lena (Emma Watson) äger Augusto Pinochets militärkupp rum. Daniel identifieras av en politisk avhoppare och han blir arresterad. Några av Daniels vänner berättar för Lena att de tror att han flyttades till det beryktade lägret Colonia Dignidad där fångarna måste utstå tortyr. Lägret som även antas vara en isolerad sekt ledas av Paul Schäfer (Michael Nyqvist). Daniels kamrater och Amnesty International anser sig vara maktlös mot situationen och kan inte hjälpa Lena.
Lena flyttar till södra Chile och blir upptagen i sekten som en ny medlem. I början vet hon inget om Daniels öde på grund av att män och kvinnor lever strikt skild från varandra. Ett undantag görs när Pinochet besöker lägret och Lena träffar Daniel igen som har överlevt tortyren. Gemensamt planerar de flykten som anses vara omöjlig.

## Mottagande
Filmen fick huvudsakligen positiva recensioner.
Till exempel skrev Vanity Fair: "Emma Watson infiltrating a Chilean cult is exactly as impressive as it sounds!". Även Der Spiegel framhäver skådespelarnas insatser och betecknar till exempel Watsons rolltolkning som "beinhart" (hårdkokt).
Däremot skrev Jordan Mintzer i Hollywood Reporter: "This questionable historical thriller is a dictatorship of poor filmmaking."